# Pierre Arnoux
Pierre Arnoux (Niza, 3 de marzo de 1822 - Etiopía, 3 de marzo de 1882) fue un comerciante y explorador francés.

## Biografía
Arnoux vivió en Argelia y Egipto varios años, en los que se dedicó al comercio y al estudio del islam. En noviembre de 1872, viajó a la actual Eritrea y fundó un puesto comercial en la ciudad portuaria de Massawa. 
En mayo de 1874, partió con cuatro compañeros de Zeila, ciudad del golfo de Adén, y entraron en el desierto de Danakil. Dos de sus compañeros fueron asesinados por los afar, pero el resto de la expedición logró llegar a Debre Berhan, en la región de Amhara.
En 1875, Arnoux se convirtió en amigo y consejero del futuro emperador etíope Menelik II, en esa época rey de Shewa. Ambos planearon un ambicioso programa de reformas, que incluía la abolición de la esclavitud, la introducción del sistema métrico y el desarrollo de la economía mediante grandes obras. Menelik le ofreció una concesión de cien mil hectáreas para fundar una colonia agrícola francesa y, en marzo de 1876, Arnoux se instaló en la región de Oromía. Organizó una caravana para transportar productos etíopes y llegó a Zeila en agosto de 1876, pero fue arrestado por los egipcios, que se apoderaron de la caravana.
En 1881, Arnoux viajó con varios franceses en 1881 hasta Obock, en el actual Yibuti, para fundar un nuevo puesto comercial. En marzo de 1882 fue asesinado por dos afar, justo el día de su sexagésimo cumpleaños.